# Уранометрия

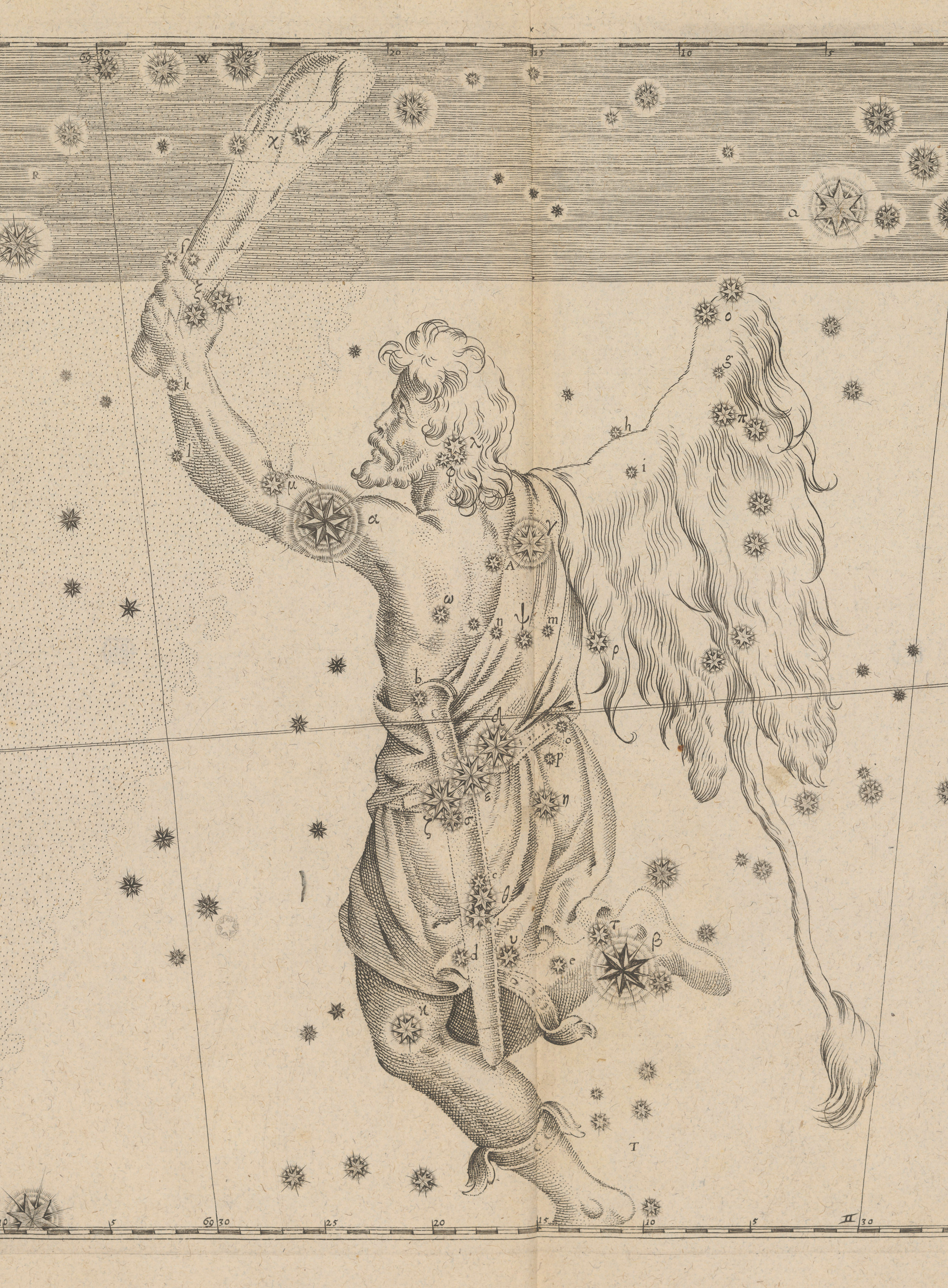
Созвездие Орион из атласа «Уранометрия»

«Ураноме́трия» (лат. «Uranometria: omnium asterismorum continens schemata, nova methodo delineata, aereis laminis expressa») — атлас звёздного неба, изданный Иоганном Байером в 1603 году, первый атлас современного типа.
Атлас включает 51 карту звёздного неба. На первых 48 листах помещены 48 созвездий Птолемея. На одном листе предложены 12 новых созвездий южного полушария неба. Наконец, последние 2 листа представляют обзор северной и южной приполярных областей неба.
Для составления карт атласа Байер пользовался наблюдениями датского астронома Тихо Браге, выдающегося наблюдателя своего времени. Несмотря на то, что они проводились в дотелескопическую эпоху, положения многих звёзд Тихо определил с точностью до одной угловой минуты. Таким образом, атлас Байера предложил новый стандарт точности небесного картографирования для своей эпохи.
По традиции и астрономической практике того времени атлас содержал изображения мифологических персонажей созвездий. Астрономы продолжали пользоваться описательным принципом, позиционируя небесные объекты как находящиеся в той или иной части воображаемой фигуры на небе. Медные гравюры Байера явили образец художественного оформления звёздных атласов.
Подобно другим звёздным атласам этого и более раннего периода, атлас Байера строился на эклиптической системе небесных координат. Однако использовалась не сквозная современная 360-градусная градуировка эклиптики, а принятая в то время астрологическая, основанная на 30-градусных знаках. Через каждые 30 градусов проводились вертикальные линии, ограничивающие знаки Зодиака и сходящиеся у полюсов эклиптики, поля карт прокалиброваны через каждый градус. Для построения атласа использовалась прямолинейная картографическая проекция (которая теперь называется трапецеидальной). Она позволяет рассчитывать положения звёзд путём обычного интерполирования.
В атласе была впервые применена буквенная нотация звёзд.

## Новые созвездия
Эпоха великих географических открытий XVI века, сверхдальние морские экспедиции, исследования новых морских торговых путей и, соответственно, новые навигационные задачи поставили перед астрономами задачу картографирования южного полушария небесной сферы, мало исследованную до этого времени. Одним из инициаторов таких работ был голландский учёный-богослов Петер Планциус, советник по снаряжению морских экспедиций. По его заданию во время плавания голландского купца Фредерика де Хаутмана (Frederik de Houtman, 1571—1627) в Индию вокруг мыса Доброй Надежды в 1595—1596 годах его главный штурман Питер Дирксон Кейзер (лат. Петрус Теодори) составил каталог 135 наиболее ярких звёзд южного неба, недоступных для наблюдения в Северном полушарии, и распределил их по 12 характерным группам, дав каждой символическое имя. В 1598 году на небесном глобусе Планциуса впервые появились новые фигуры созвездий.
Эти 12 созвездий были нанесены на карты «Уранометрии» Байера, благодаря популярности атласа стали общепринятыми и традиционно приписываются самому Байеру. Это первая по времени появления группа новых созвездий, дополнивших созвездия, известные с античности, и сохранившихся до сих пор.
На карте созвездия Большой Пёс «Уранометрии» присутствует также новое созвездие Голубь. Однако, вероятно по причине того, что оно не было включено в отдельный список новых приполярных южных созвездий, Голубя не принято считать созвездием Байера.